# サンバレー (アイダホ州)
サンバレー（英: Sun Valley）は、アメリカ合衆国アイダホ州の中央部、ブレイン郡に位置するリゾート市である。ケッチャム市に隣接し、より大きなウッド川バレーの中に位置している。2010年国勢調査による人口は1,406人であり、2000年の1,427人よりは減少していた。標高は5,920フィート (1,804 m) にある。サンバレーに行くには約15マイル (24 km) 南のヘイリーにあるフリードマン記念空港が便利である。アイダホ州道75号線、別名ソートゥース景観側道でガリーナ峰を越えて行くことのできるソートゥース国定レクリエーション地域に近い所にある。
観光客はスキー、ハイキング、アイススケート、乗馬、テニス、サイクリングなどを楽しむことができる。年間を通した住人は少なく、オレゴン州ポートランド、ワシントン州シアトル、カリフォルニア州ロサンゼルスやサンフランシスコなど西海岸の大都市や、シカゴ、ニューヨークなど遠方の大都市から、短期間来る者が多い。
スキーヤーの間で「サンバレー」という言葉はアルペンスキーのスキー場を意味しており、ケッチャムに近いボールド山、サンバレーに近く初心者や低中級スキーヤー向けのドラー山などで構成されている。ボールド山、別名「ボールディ」は頂上の標高が9,150フィート (2,789 m)、標高差は3,400フィート (1,036 m) ある。一定間隔で様々な地形が並んで、滑走の難しさが変化しており、かなりある落差や風が無いことで、ボールディは世界でも最高クラスのスキー場と言われることがある。樹木の無いドラー山は標高6,638フィート (2,023 m) であり、標高差は628フィート (191 m) である。
「サンバレー」という言葉は、隣接するケッチャム市や南のヘイリーまで曲がりくねった谷を含むサンバレー市周辺の地域を指して使われるのが普通である。1930年代にアーネスト・ヘミングウェイがこの地を大衆に紹介してから、金持ちや著名人が季節によって滞在する場所となってきた。

## 歴史

### ユニオン・パシフィック鉄道（1936年-1964年）
アメリカ合衆国では初の冬のリゾート地は、ユニオン・パシフィック鉄道会長のW・アヴェレル・ハリマンが、主にアメリカ合衆国西部における鉄道利用客を増加させるために開発した。ニューヨーク州レイクプラシッドで1932年冬季オリンピックが成功し、ウィンタースポーツ（特にアルペンスキー）を楽しむ人が増えた。生涯スキーを楽しんだハリマンは、サンモリッツやダボスなどスイス・アルプスで楽しむことが出来るのと似たような山岳リゾートを、アメリカも持つべきだと判断した。1935年から1936年の冬に、オーストリアの伯爵フェリックス・シャフゴッシュの協力を得て、冬のリゾート地に最適な場所を求めて、アメリカ合衆国西部を旅させた。伯爵はレーニア山、フッド山、ヨセミテ国立公園、サンバーナディーノ山脈、ザイオン国立公園、ロッキーマウンテン国立公園、ワサッチ山脈、ポカテッロ、ジャクソンホール、グランドターヒーを旅した。その旅の終わりに、理想的な山岳リゾート地を探すという考えを捨てそうになっている時に、アイダホ州中央部のケッチャム地域に戻ってきた。ボイシで出会ったユニオン・パシフィック鉄道の従業員が、ケッチャムへの支線は他の支線よりも除雪に金が掛かると言っていたので、伯爵はそこの探検に向かった。
シャフゴッシュ伯爵はボールド山と周辺の山脈の組み合わせ、適切な降雪量、溢れる日照、中程度の標高、風の無さに感銘を受け、その場所を選定した。数週間後にハリマンも訪れて同意した。広さ3,888エーカー (15.73 km2) のブラス・ランチを1エーカーあたり4ドルで購入し、その春には建設工事が始まった。その建設には7か月を要し、150万ドルを掛けた。
フロリダ州のマイアミビーチを宣伝して成功していた広告業界のパイオニア、スティーブ・ハニガンが雇われ、そのリゾート地は「サンバレー」と名付けられた。シャフゴッシュ伯爵はオーストリアに戻り、第二次世界大戦の東部戦線で戦死した。この新しいリゾート地の中心になったのが、1936年12月にオープンしたサンバレー・ロッジだった。220室あり、「X」の形をしたロッジの外壁は、粗く仕上げた型枠に注がれたコンクリートで造られた。コンクリートの表面に木目の文様が残り、木の風合いを模倣する酸で着色した茶色になった。
スイススタイルのサンバレー・イン（正式には「チャレンジャー・イン」）と村が、1937年にオープンした当初のリゾートの一部になった。ハニガンは「スキーがあまりに寒いと人々が思わないように」このリゾート地に水泳プールを望んだ。ロッジもインも円形の屋外水泳プールを暖めていた。ハニガンは当時としてはユニークだったこのようなプールを設計させ、それが広く撮影されて只で広告されるように考え、それがうまく機能した。

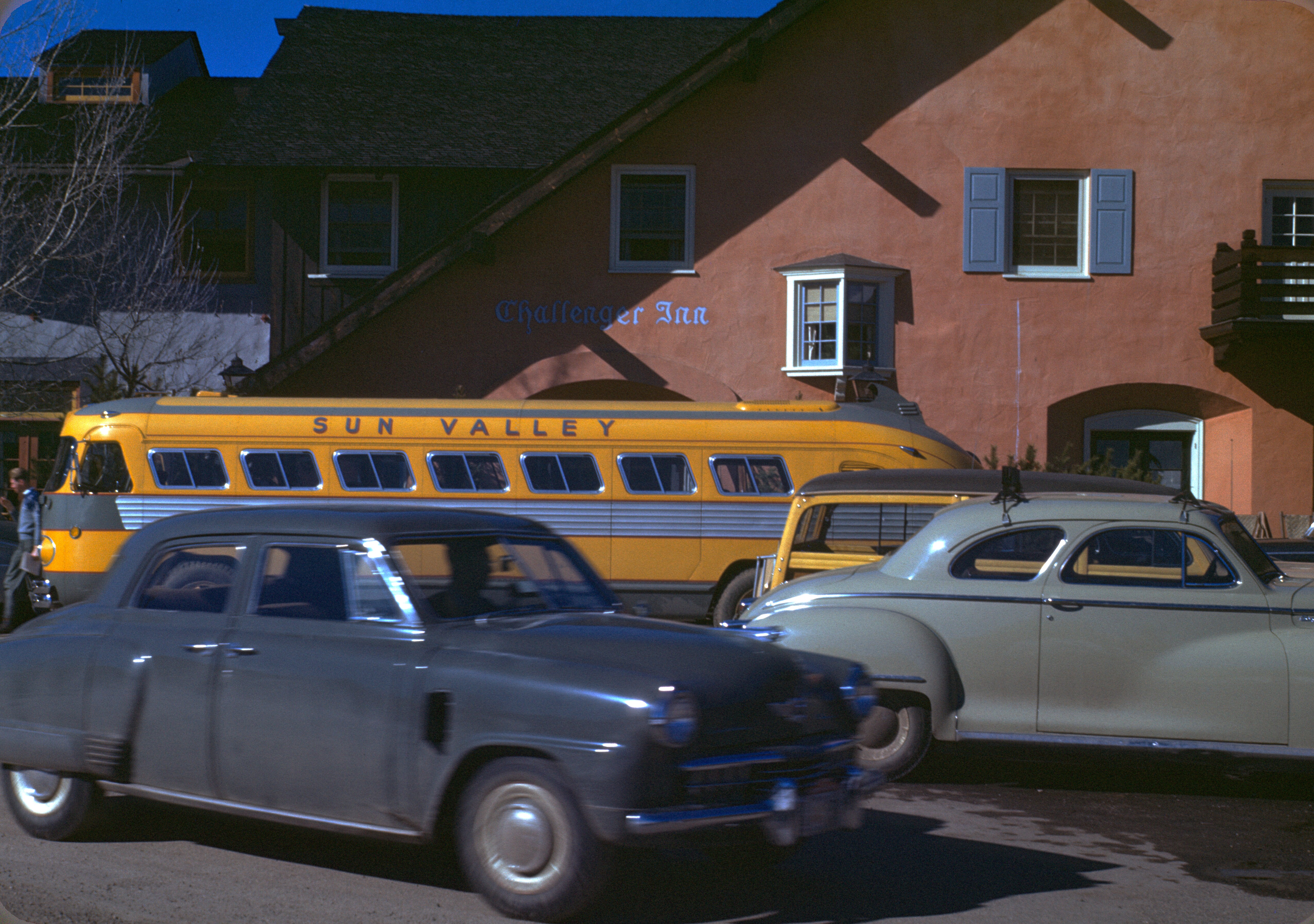
チャレンジャー・イン（現在はサンバレー・イン）、1940年代後半

#### チェアリフト
1936年秋にはプロクター山とドラー山に、世界初のチェアリフトが取り付けられた（プロクター山はドラー山の北東にある）。そのデザインは熱帯でバナナを船積みするために使われるコンベアを思い出して採用したものだった。椅子が1つのチェアリフトは1936年夏に、ネブラスカ州オマハのユニオン・パシフィック鉄道本社で開発された。このチェアリフトというアイディアは、それまでのスキー場にあった引き綱などの装置と置き換わることになった。プロクター山に付けられた最初のチェアリフトはアメリカ合衆国国家歴史登録財に指定されている。

#### 著名人

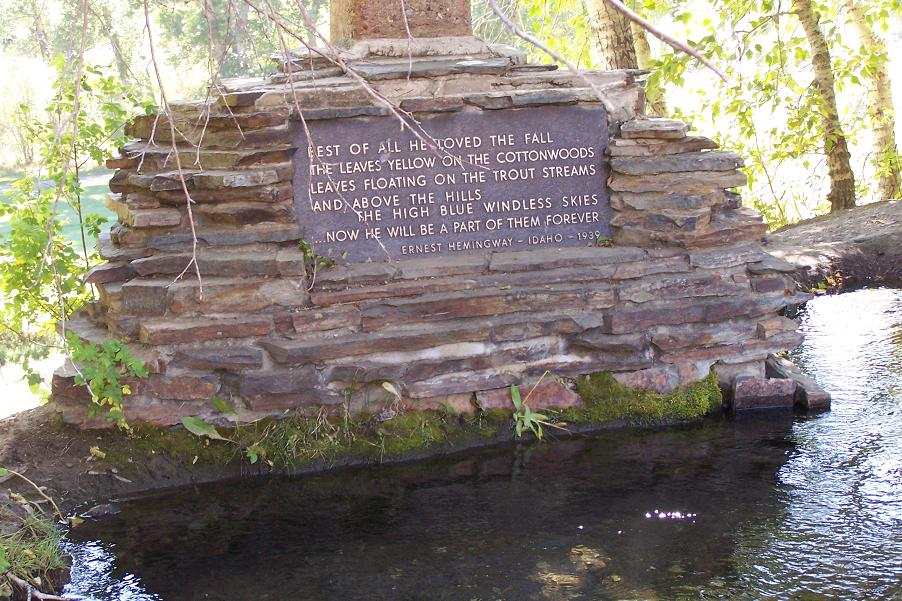
サンバレー北のトレイル・クリークにあるヘミングウェイの記念碑

作家アーネスト・ヘミングウェイが、1939年秋にロッジのスイート206号室に滞在し、『誰がために鐘は鳴る』を完成させた。アベレル・ハリマンはリゾートの宣伝のためにヘミングウェイや、主にハリウッドの著名人を招待した。ゲイリー・クーパーが何度も訪れて狩猟や釣りを楽しみ、クラーク・ゲーブル、エロール・フリン、ルシル・ボール、マリリン・モンロー、ケネディ家の数人などが客になった。ヘミングウェイはその後の20年間に渡って季節住人となり、最後はケッチャム住人となった（ヘミングウェイと4人目の妻はケッチャム墓地に埋葬されている）。1966年に除幕されたヘミングウェイ記念碑は、サンバレー・ロッジの北東約1マイル (1.6 km)、トレイル・クリーク道路近くにある。
サンバレーは1941年の映画『サンバレー・セレナード』に登場し、宣伝された。この映画にはソニア・ヘニー、ジョン・ペイン、ミルトン・バールおよびバンドリーダーのグレン・ミラーが出演した。撮影は1941年3月に行われた。後に1948年冬季オリンピックで金メダリストになったグレチェン・フレーザーがソニア・ヘニーのスキーシーン吹き替えに採用された。この映画は冬季に、リゾートの客室のテレビや夜のオペラハウスで繰り返し放映され続けている。
1958年2月、ボールド山で『アイ・ラブ・ルーシー』の俳優が『ザ・ルーシー＝デシ・コメディ・アワー』として全国放送された1時間ものの続きとなるエピソードを撮影した。
1971年、アポロ15号の宇宙飛行士ジェームズ・アーウィンが月面のハドリー・アペニンに降り立ったとき、熱心なスキーファンがサンバレーのようだと叫んだ。
サンバレー最古の住人はサイレント映画のスター女優バーバラ・ケントだった。
サンバレーと関わりがあった著名人としては、アーノルド・シュワルツェネッガー、マーク・ザッカーバーグ、マッツ・ビランデル、ウォーレン・バフェット、ウォルター・アンネンバーグ、アダム・ウェスト、トム・ハンクス、オプラ・ウィンフリー、スティーブ・ミラー、デミ・ムーア、ピーター・セテラ、クリント・イーストウッド、ブルース・ウィリス、アシュトン・カッチャー、リチャード・ドレイファス、ジェイミー・リー・カーティス、スティーブ・ウィン、ジャスティン・ティンバーレイク、モハメド・アルファイド、バーバラ・ケント、ビル・ゲイツ、トニー・ロビンスなどがいた。

#### 第二次世界大戦
第二次世界大戦の間、このリゾートは1942年に閉鎖され、アメリカ海軍（太平洋戦域）の回復期病院に転換され、1943年7月から利用された。リゾート地として再開されたのは1946年12月だった。
戦後、サンバレー・ロッジの北ウィング3階で（トレイル・クリーク道路に近いウィング）リゾートの医院が運営され、1961年にサンバレー・コミュニティ病院が開設されるまで続いた。この施設は医師のジョン・モリッツが1973年に引退したときにその名を冠した。このネブラスカ州生まれの医師は33年間にわたって年間を通じたリゾートの医者だった。2000年11月、ケッチャムの南に新しいセントルークス病院の支所がオープンした後間もなく、モリッツ病院は閉鎖され、その建物は従業員の住宅に利用されている。

#### ウォーレン・ミラー
スキー映画のプロデューサー、ウォーレン・ミラーは、1946年から1949年、彼の20代初期にサンバレーで冬を過ごしていた。最初はリバーラン駐車場に止めた車や小さなティアドロップ型トレーラーに住んだ。その後暖房のないガレージを月5ドルで借り、その床を友人に又貸しして（1晩50セント）寝袋を使わせた。その友人の中には後に軽量のアルミ製スキーストックを発明したエドワード・スコットがいた。ミラーはこのようにして得た資金で最初の16ミリ映画用フィルムを手に入れ、その映画に関わる経歴をスタートさせた。この期間にミラーはスキーのホームレスからスキーのインストラクター、さらにスキー映画制作者に変わっていった。
ミラーはその後世界中を旅して映画を制作したが、近年まで毎年サンバレーに戻り続けた。毎年の映画の中でサンバレーを登場させたので、サンバレー地域を世界に宣伝した。その映画は現在も国内で上映されている。

### ビル・ジャンス（1964年-1977年）
第二次世界大戦後、ハリマンはその関心を政府関連のものに移し、ユニオン・パシフィック鉄道は次第にリゾートに対する関心を失っていった。1964年にはケッチャムまでの鉄道が廃線となり、その年の11月に、リゾートは南カリフォルニア不動産開発業者のジャンス投資会社に売却された。この会社はアルペンスキーの元オリンピック選手であり、スノーマススキー場の設立者だったビル・ジャンス（1918年-1996年）が経営していた。ジャンスは1940年冬季オリンピックの控え選手だったが、オリンピックそのものが第二次世界大戦のために中止になった。ユニオン・パシフィック鉄道の経営陣がジャンスの会社をコンサルタントとして招聘し、改装のためには多くの労力と、少なくとも600万ドルの資金がいると判断した。ユニオン・パシフィック鉄道は売却を決め、エドとビルのジャンス兄弟が300万ドルを切った額で入札した。このジャンスがオーナーであった時代に、北面のウォーム・スプリングス地域やシアトルリッジが開発され、集合住宅や家屋の建設数が著しく増加した。チェアリフト7基が追加され、トレイルの数は33から62に増えた。ビル・ジャンスが兄弟の持ち分も購入して、1968年にはサンバレーを完全に支配した。シアトルリッジでは二人乗りのチェアリフトが1976年に設置されたが、1976年から1977年の冬は雪が少なく、使い始めたのは1977年12月20日になってからだった。地元の伝説的スキーヤー、グレチェン・フレーザーが開通式を行った。ジャンスはフレンチマンのチェアリフトの左手に、「ジャンス・パス」という自分の名前をつけたゲレンデも持っていた。1973年、ジャンスの妻アンがサンバレー近くでヘリコプター・スキーをやっているときに死んだ。54歳だった。その年の後半、ジャンスはグレン・クーパー夫人と結婚した。夫人は家族ぐるみの友人の未亡人であり、5人の子供がいた。その子供の中にはワールドカップのレーサーで、1984年冬季オリンピック女子スキー大回転で銀メダルを獲得したクリスティン・クーパーがいた。

### アール・ホールディング（1977年-2013年）
1977年、ジャンスは資金が底を衝き、ウォルト・ディズニー・カンパニーとリゾート売買交渉に入った。その交渉がディズニーによって引き延ばされている間に、ユタ州の事業家アール・ホールディングが「ウォール・ストリート・ジャーナル」の小さな記事からこの状況を知り、ジャンスにコンタクトして会合を設定した。ホールディングはリトルアメリカ・ホテルズ・アンド・リゾーツを経営する自社のシンクレア・オイルを通じて、サンバレーを約1,200万ドルで購入した。ホールディングは当初地元民から不信の念を持って見られていた。1970年代のブレイン郡で、車のバンパーに貼られるステッカーには、「アールは4文字語」と書かれていた（4文字語は禁句）。しかし時間の経過と共に、ホールディングは投機のためにこのリゾートを買収したのではないことが分かってきた。他の資産と同様に長期の視点で運営し改良しようとしていた。最初に変えたことは、初期の1人乗りチェアリフトを3人乗りに置き換えたことだった。ホールディングが所有した最初のシーズン（1977年-1978年）に、ボールディのリフトチケット1日分は13ドルだった。
ホールディングが所有している間に山岳部に大きな改良が加えられた。広範な人工降雪システムと手入れ装置、高能力チェアリフト、4つの印象的なロッジの建設、ゴンドラ型リフト、古典的ラウンドハウス・レストランの改修があった。
1977年、ウォーム・スプリングスの側では100エーカー (0.40 km2) のゲレンデを標高8,200フィート (2,500 m) まで可能にし、当時世界最高と考えられた。1980年代後半から1990年代初期、ゲレンデはボールド山までかなり広げられた。1988年夏に高速の4人乗りチェアリフト3基が設置された。チェアリフトにクリスマス、チャレンジャー、グレイホークと名前が付けられた。丸太、川の岩および硝子で造られた印象的なデイロッジが、1992年秋にウォーム・スプリングス麓にオープンし、1960年代の「ノースフェイス・ハット」カフェテリアと置き換わった。1993年にはシアトルリッジの尾根に、1995年にはリバーランの麓に同様なデイロッジがオープンした。
3基あるチェアリフトの頂点、標高9,030フィート (2,752 m) の下120フィート (37 m) に、古く質素な平屋のカフェテリア、「ルックアウト・レストラン」がある。1973年に建設され、多層階の建物の地上階であるが、上層階が建設されず、「地下室のような」雰囲気になっている。それでもそこから見る山並みは極めて印象的である。しかしこの施設を将来的に建て替えるマスタープランが近年承認された。

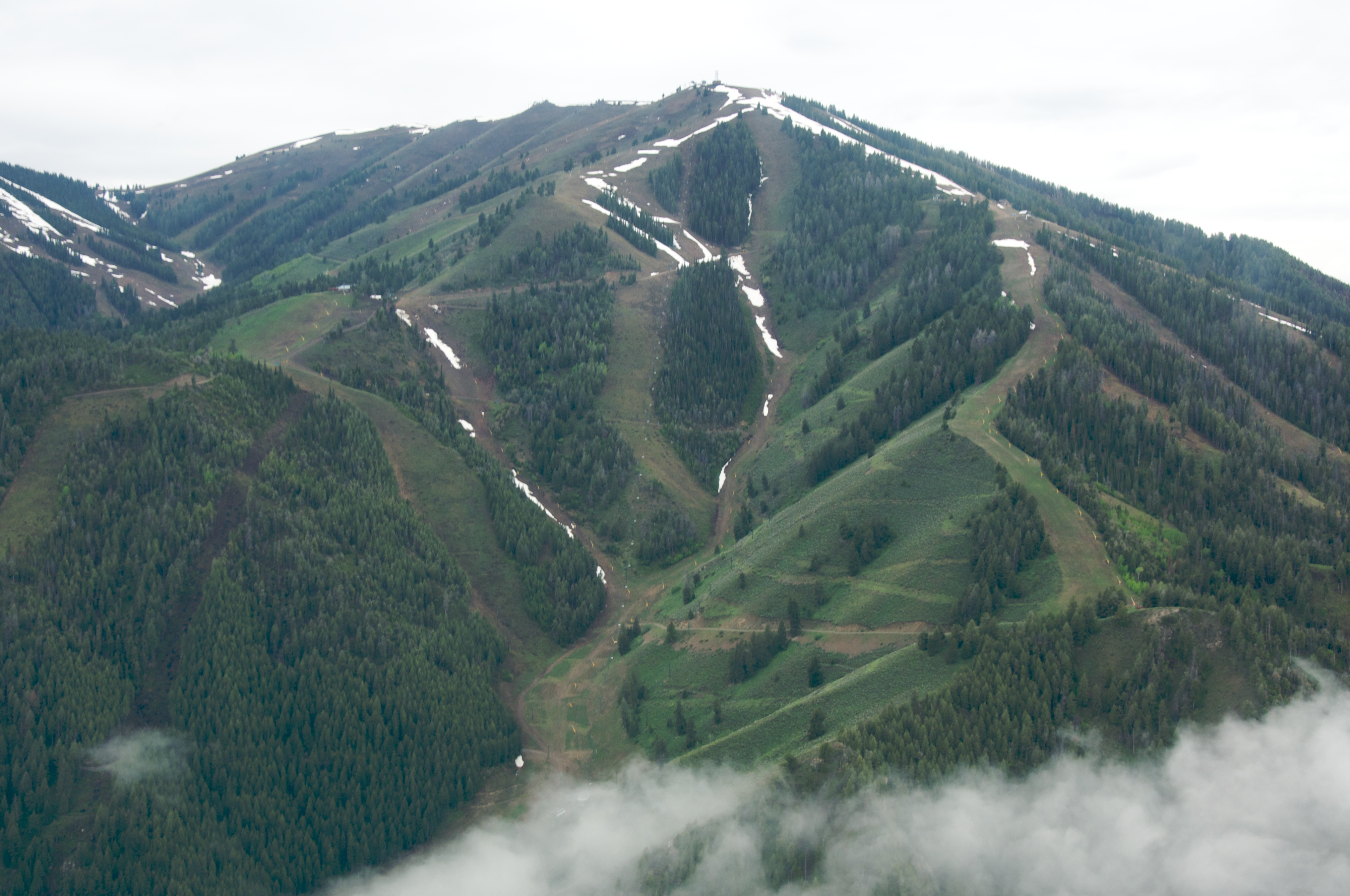
ボールド山、2009年6月

1990年代には高速4人乗りチェアリフトが4基追加された。これらのうち2基はリバーランとシアトルリッジにあった古いものに代わるものであり、2基は全く新しいスロープを開いた。すなわち1993年のルックアウト・イクスプレスと1994年のフレンチマンズである。ボールディにある13基のチェアリフトは1時間に23,000人以上を運ぶことができる。平均すれば1日3,500人のスキーヤーが来る。ピーク期では1日6,000人以下である。サンバレーではリフトの線を最小にしており、大きなリゾート地の中では希なことである。
2004年11月、ドラー山ロッジがオープンした。このデイロッジはドラー・キャビンに代わるものであり、サンバレー・スキー学校の本部にもなっている。これはビッグ山にあるより新しいデイロッジに外観が似ている。
当初のサンバレー・ロッジの内装はホールディングが所有している間に2度改装された。1985年の50周年と2004年だった。サンバレー・インも近年改装された。
サンバレー・ゴルフコースは2008年夏に大きく改良され、新しく「ホワイトクラウド・ナイン」のコースが古いガンクラブの場所に開設された。ガンクラブはトレイル・クリーク道路沿いの下に移された。またフルサービスのクラブハウスである「サンバレー・クラブ」が、リゾートのマウンテン・デイロッジのスタイルで建設され、それまでのかなり小さな施設に置き換わった。
2008年にはまた、サンバレー・サマー・シンフォニーとの共同で「サンバレー・パビリオン」がオープンされ、毎年3週間半開催される無料コンサートの恒久的会場になった。このパビリオンは最新式の公演会場であり、既に良く知られた音楽家が公演しており、将来も予定されている。
2009年、ボールド山に「ラウンドハウス・イクスプレス・ゴンドラ」を導入し、山のリバーラン・ベースからラウンドハウス・レストラン（山の中腹、標高7,700フィート、2,350 m）まで走らせることになった。1939年導入時は1人乗りだったイグジビッション3人乗りチェアリフトが取り外され、新しく8人乗りリフトが加えられた。この新しいゴンドラはスキーヤーでもそうでなくても年中昼食や夕食にレストランまでの客を運んでいる。ラウンドハウス・レストランは1939年に建設され、2010年には年間を通じて使われるための改修を終えた。
アール・ホールディングは2013年4月に逝去した。リゾートは現在その家族によって運営されている。雑誌「フォーブス」は、サンバレーが3億ドルほどの価値があると見ている。

### スキー大会
ワールドカップのスキー大会サーキットが始まる以前、サンバレーの「ハリマン・カップ」は、アルタの「スノー・カップ」、アスペン山の「ロッホ・カップ」、タホ湖の北、シュガーボウルでの「シルバーベルト」大会と共に、北アメリカの主要スキー大会だった。当初は「サンバレー国際オープン」と呼ばれており、1937年に開始されたときは、北アメリカで最初の大きな国際スキー大会だった。1937年から1939年に開催された初めの3回は、サンバレーの北、ボールダー山で開催された。1940年からはボールド山のウォーム・スプリングス側で開催された。これはこの山の北面にチェアリフトが装備される10年以上前のことだった。アメリカ人ディック・デュランスが最初の4回のうち3回を制し、自信満々だったヨーロッパ人を驚かせた。
1975年と1977年の3月、サンバレーではウォーム・スプリングス側で、ワールドカップの男女回転と大回転競技が行われた。
1975年の回転競技では、1970年代初期にワールドカップで常勝だったグスタヴォ・トエニが優勝したが、それが回転での最後の勝利になった。スウェーデンの若いインゲマル・ステンマルクが両年とも大回転を制した。おそらく最大の技術を持ったスキーヤーである。1977年の回転競技では、ワシントン州ホワイトパス出身のフィリップ・メーアがステンマルクを抑えて優勝し、双子の兄弟スティーヴ・メーアが3位に入った。フィリップにとっては2勝目（12月にフランスで大回転に優勝）だったが、回転では初勝利であり、国内でも大変近い北西部出身の者として初めての勝利だった。
現在のサンバレー所有者は、その後のワールドカップ大会開催を望んでおらず、長いこと閉め出していた。ところが2002年ソルトレークシティオリンピックが開催されたとき（約300マイル、500 km 南東）、サンバレーは多くの国のアルペンおよびノルディック・スキー選手のトレーニング施設として使われた。オリンピックのアルペン競技は姉妹リゾートのユタ州オグデン郊外にあるスノーベースンで開催された。
サンバレー出身でオリンピックのメダリストには、グレチェン・フレーザー、クリスティン・クーパー、ピカボ・ストリート、および身障者のマフィ・デイビスがいる。デイビスはサンバレー身障者スポーツ協会の設立メンバーであり、名誉会員でもある。4人共にボールド山にその名前を冠するスロープがある。3つはシアトルリッジ（グレチェンズ・ゴールド、クリスティンズ・シルバー［元シルバー・フォックス］、マフィーズ・メダルズ［元サザン・コンフォート］）に、ウォーム・スプリングスにはピカボズ・ストリート（元プラザ）がある。テレビの伝説的スポーツ解説者ティム・ライアン（CBS/NBC）や、スキー・レーシング雑誌のオーナーであるゲーリー・ブラック・ジュニアもサンバレーに住んでいる。

## 文化
サンバレーは活発な芸術社会があり、30以上の組織を通じて様々な機会を提供している。地元や地域、全国で知られたアーティストが、ギャラリーの展示会、コンサート、劇場公演、ダンス公演、映画祭、講義、オペラ、交響楽などを通じて活動を行っている。
「標高5,945フィート (1,812 m) で、サンバレーの空気は薄くなり、地域の一流ギャラリーの常連がいる。バレーの過剰な金持ちと教育水準の高い芸術収集に奉仕するのが、マンハッタン、ベルリン、ロンドン、あるいはロサンゼルスに自身のものを保持できる画廊である。」 – Art Ltd Magazine
非営利のサンバレー芸術人道センターは1969年にグレン・クーパー夫人とビル・ジャンスによって始められた。この二人は後に結婚した。非営利団体資格を獲得し、1971年に公式に設立された。最初にあった5エーカー (20,000 m2) のキャンパスはサンバレーのドラー道路にあった。スタジオとワークショップが公開され、ジェイムズ・ロンボーグが始めた陶器、シェリ・ハイザートピーター・デロリーが始めた写真、デイビッド・W・ワートンが始めた美術に注力された。ここでは年間を通じて全国に知られたアーティストや工芸家によるワークショップ、講義、展示があり、ブレイン郡の住人や観光客が享受できた。
現在サンバレー芸術センターは、近くのケッチャムに本館があり、ヘイリーには歴史的家屋と教室がある。視覚芸術や公演芸術の世界で印象的なゲストアーティストを呼び続けている。

## 障害者スポーツ
サンバレー地域では、地元のDSUSA支部を含め、年間を通じて障害者スポーツの様々な催しが行われている。サンバレー・アダプティブ・スポーツ、ウッドリバー・アビリティ・プログラム、セイジブッシュ・イークィン・トレーニングセンター・ゴー・ザ・ハンディキャップド、キャンプ・レインボー・ゴールド（青年向けガン教育プログラム）などである。

## 2つの部分
山の小さな鞍がサンバレーを2つの部分に分けている。北側部分は有名なサンバレー・ロッジ、サンバレー・イン、「ビレッジ」の店舗、集合住宅の集合、当初の18ホールゴルフコース（2008年に27ホールになった）を中心にするものであり、北東のトレイル・クリークまで曲がりくねって続いている。通常は単純に「サンバレー」と呼ばれている。
南側の部分はエルクホーンと呼ばれ、独自の共同住宅や18ホールゴルフコースがあり、多くの面で独自性がある（乾燥したヤマヨモギなど）。この部分はドラー山に近く、1960年代後半から1970年代に開発された。2011年7月、サンバレー・カンパニーがエルクホーン・ゴルフコースの日々の管理を行うようになり、リック・ヒックマンをサンバレー・カンパニーのためにゴルフ場の運営を行う支配人に指名した。
サンバレーに隣接するのが、より古いケッチャム市であり、サンバレー・ロッジからトレイル・クリーク沿いに1マイル (1.6 km) 下流にある。ケッチャムは主に19世紀の町の中心部（限られた格子状の道路配置）とボールド山に接する土地で構成されている。ビッグウッド川とウォーム・スプリングス・クリークが流れている。
サンバレー/ケッチャムのCVBは地域の行事、余暇計画、資源に関する幅広い情報を提供している。
2005年9月11日、ダライ・ラマがヘイリーのウッドリバー高校を訪問し、2001年9月11日のアメリカ同時多発テロ事件に対する理解と友好のスピーチを行い、（2005年8月末に発生した）ハリケーン・カトリーナによって被災を受けた多くの者に対するお悔やみを述べた。

## 地理
サンバレーは北緯43度40分50秒 西経114度20分34秒 / 北緯43.68056度 西経114.34278度 (43.680491, −114.342711)に位置し、標高は5,945フィート (1,812 m) にある。
アメリカ合衆国国勢調査局に拠れば、市域全面積は9.89平方マイル (25.61 km2)であり、このうち陸地9.88平方マイル (25.59 km2)、水域は0.01平方マイル (0.03 km2)で水域率は0.12%である。

## 気候
亜寒帯に属する他、夏に乾燥するために地中海性気候の特色も持っており、世界的に珍しい気候となっている。
| サンバレーの気候       | サンバレーの気候 | サンバレーの気候 | サンバレーの気候 | サンバレーの気候 | サンバレーの気候 | サンバレーの気候 | サンバレーの気候 | サンバレーの気候 | サンバレーの気候 | サンバレーの気候 | サンバレーの気候 | サンバレーの気候 | サンバレーの気候 |
| 月                     | 1月              | 2月              | 3月              | 4月              | 5月              | 6月              | 7月              | 8月              | 9月              | 10月             | 11月             | 12月             | 年               |
| ---------------------- | ---------------- | ---------------- | ---------------- | ---------------- | ---------------- | ---------------- | ---------------- | ---------------- | ---------------- | ---------------- | ---------------- | ---------------- | ---------------- |
| 平均最高気温 °C （°F） | −1.1 (30.0)      | 2.2 (35.9)       | 4.6 (40.2)       | 11.2 (52.1)      | 17.7 (63.9)      | 21.8 (71.3)      | 28.1 (82.5)      | 27.6 (81.6)      | 22.4 (72.3)      | 15.8 (60.5)      | 6.7 (44.0)       | 0.2 (32.4)       | 13.1 (55.6)      |
| 平均最低気温 °C （°F） | −17.6 (0.3)      | −15.8 (3.6)      | −12.5 (9.5)      | −5.8 (21.5)      | −1.6 (29.2)      | 1.4 (34.5)       | 3.5 (38.3)       | 2.8 (37.0)       | −1.2 (29.9)      | −5.1 (22.8)      | −9.8 (14.4)      | −15.8 (3.6)      | −6.4 (20.4)      |
| 降水量 mm （inch）     | 65.8 (2.59)      | 40.9 (1.61)      | 29.7 (1.17)      | 24.4 (0.96)      | 40.9 (1.61)      | 42.4 (1.67)      | 18.5 (0.73)      | 21.3 (0.84)      | 22.6 (0.89)      | 23.6 (0.93)      | 41.7 (1.64)      | 66.3 (2.61)      | 438.1 (17.25)    |
| 降雪量 cm （inch）     | 91.4 (36.0)      | 48.3 (19.0)      | 35.1 (13.8)      | 10.2 (4.0)       | 3.6 (1.4)        | 0 (0)            | 0 (0)            | 0 (0)            | 1.3 (0.5)        | 5.8 (2.3)        | 30.7 (12.1)      | 81.3 (32.0)      | 307.7 (121.1)    |
| 出典：                 |                  |                  |                  |                  |                  |                  |                  |                  |                  |                  |                  |                  |                  |

## 人口動態

### 2010年国勢調査
以下は2010年の国勢調査による人口統計データである。
| 基礎データ - 人口: 1,406 人 - 世帯数: 622 世帯 - 家族数: 367 家族 - 人口密度: 54.9人/km2（142.3人/mi2） - 住居数: 2,597 軒 - 住居密度: 101.5軒/km2（262.9/mi2） 人種別人口構成 - 白人: 96.4% - アフリカン・アメリカン: 0.2% - ネイティブ・アメリカン: 0.2% - アジア人: 0.8% - 太平洋諸島系: 0.1% - その他の人種: 1.0% - 混血: 1.3% - ヒスパニック・ラテン系: 4.6% | 年齢別人口構成 - 18歳未満: 11.5% - 18-24歳: 7.3% - 25-44歳: 18.8% - 45-64歳: 32.1% - 65歳以上: 30.1% - 年齢の中央値: 54歳 - 性比（女性100人あたり男性の人口） - 総人口: 103.3 世帯と家族（対世帯数） - 18歳未満の子供がいる: 15.4% - 結婚・同居している夫婦: 53.5% - 未婚・離婚・死別女性が世帯主: 4.0% - 非家族世帯: 41.0% - 単身世帯: 34.6% - 65歳以上の老人1人暮らし: 14.6% - 平均構成人数 - 世帯: 1.95人 - 家族: 2.45人 |

### 2000年国勢調査
以下は2000年の国勢調査による人口統計データである。
| 基礎データ - 人口: 1,427 人 - 世帯数: 594 世帯 - 家族数: 343 家族 - 人口密度: 55.8人/km2（144.6 人/mi2） - 住居数: 2,339 軒 - 住居密度: 91.5軒/km2（237.1 軒/mi2） 人種別人口構成 - 白人: 92.43% - アフリカン・アメリカン: 0.35% - ネイティブ・アメリカン: 0.42% - アジア人: 0.77% - その他の人種: 4.20% - 混血: 1.82% - ヒスパニック・ラテン系: 7.15% | 年齢別人口構成 - 18歳未満: 11.9% - 18-24歳: 12.2% - 25-44歳: 21.9% - 45-64歳: 36.7% - 65歳以上: 17.3% - 年齢の中央値: 48歳 - 性比（女性100人あたり男性の人口） - 総人口: 104.4 - 18歳以上: 105.4 世帯と家族（対世帯数） - 18歳未満の子供がいる: 16.3% - 結婚・同居している夫婦: 52.5% - 未婚・離婚・死別女性が世帯主: 4.2% - 非家族世帯: 42.1% - 単身世帯: 34.7% - 65歳以上の老人1人暮らし: 10.3% - 平均構成人数 - 世帯: 1.97人 - 家族: 2.50人 | 収入と家計 - 収入の中央値 - 世帯: 71,000米ドル - 家族: 85,000米ドル - 性別 - 男性: 31,979米ドル - 女性: 27,143米ドル - 人口1人あたり収入: 50,563米ドル - 貧困線以下 - 対人口: 14.9% - 対家族数: 2.7% - 18歳未満: 15.7% - 65歳以上: 2.4% |